# Rallye de Côte d'Ivoire 1985
Le Rallye de Côte d'Ivoire 1985 (17e Rallye Côte d'Ivoire), disputé du 30 octobre au 3 novembre 1985, est la cent-quarante-sixième manche du championnat du monde des rallyes (WRC) courue depuis 1973, et la onzième manche du championnat du monde des conducteurs de rallye 1985.

## Contexte avant la course

### Le championnat du monde
Ayant succédé en 1973 au championnat international des marques (en vigueur de 1970 à 1972), le championnat du monde des rallyes comprend généralement une douzaine manches, comprenant les plus célèbres épreuves routières internationales, telles le Rallye Monte-Carlo, le Safari ou le RAC Rally. Depuis 1979, le championnat des constructeurs a été doublé d'un championnat pilotes, ce dernier remplaçant l'éphémère Coupe des conducteurs, organisée à seulement deux reprises en 1977 et 1978. Le calendrier 1985 intègre douze manches pour l'attribution du titre de champion du monde des pilotes mais seulement onze sélectives pour le championnat des marques (le Rallye de Côte d'Ivoire en étant exclu). Les épreuves sont réservées aux catégories suivantes :
- Groupe N : voitures de grande production de série, ayant au minimum quatre places, fabriquées à au moins 5000 exemplaires en douze mois consécutifs ; modifications très limitées par rapport au modèle de série (bougies, amortisseurs).
- Groupe A : voitures de tourisme de grande production, fabriquées à au moins 5000 exemplaires en douze mois consécutifs, avec possibilité de modifications des pièces d'origine ; poids minimum fonction de la cylindrée.
- Groupe B : voitures de grand tourisme, fabriquées à au moins 200 exemplaires en douze mois consécutifs, avec possibilité de modifications des pièces d'origine (extension d'homologation portant sur 10% de la production[2]).

S'étant assuré le titre mondial à l'issue du Rallye des 1000 lacs, Timo Salonen (victorieux à cinq reprises cette saison au volant de sa 205 Turbo 16) n'est pas présent en Côte d'Ivoire, Peugeot-Talbot Sport ayant écarté cette épreuve de son programme 1985, tout comme la Scuderia Lancia. L'épreuve africaine n'aura donc aucun impact sur le classement du championnat mondial des conducteurs.

### L'épreuve
Couru pour la première fois en 1969 sous le nom de Rallye Bandama (du nom d'un des principaux fleuves du pays), le Rallye de Côte d'Ivoire était au départ, dans l'esprit de ses organisateurs, un «Safari francophone». Reprenant, comme l'épreuve kényane, le principe de course sur route ouverte (principalement sur terre) avec temps imparti, il n'a cependant jamais eu le succès escompté, le nombre de participants se limitant généralement à une cinquantaine d'équipages malgré son intégration au championnat du monde des rallyes à partir de 1978. Les nombreux aléas du parcours (animaux en liberté ou véhicules de transport ignorant les règles de circulation) en font une épreuve relativement dangereuse, et les abandons y sont très nombreux. Lors de l'édition de 1972, aucun équipage n'a atteint l'arrivée. Le record de victoires est détenu par Peugeot, qui s'y est imposé à cinq reprises entre 1971 et 1978.

## Le parcours
- départ : 30 octobre 1985 de Yamoussoukro
- arrivée : 3 novembre 1985 à Yamoussoukro

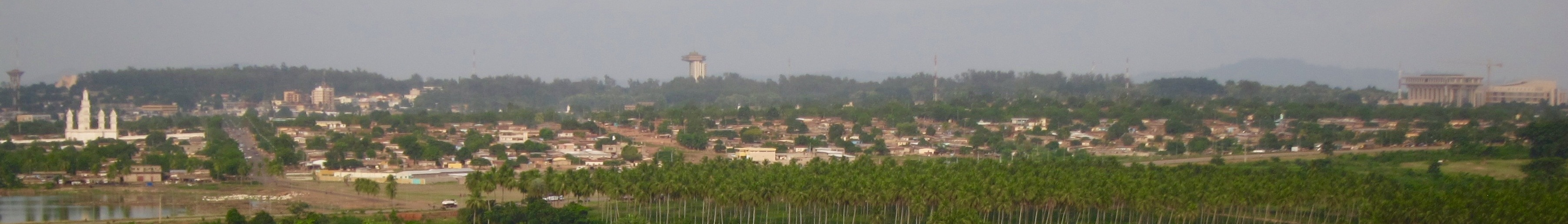
Le départ sera donné de Yamoussoukro.

- distance : 4 019 km (4192 km initialement prévus)
- surface : terre (80%) et asphalte (20%)
- Parcours divisé en quatre étapes, comprenant 68 secteurs de liaison, avec 72 contrôles horaires[3] (C.H.)

### Première étape
- Yamoussoukro - Abidjan, le 30 octobre
- distance : 597 km
- 8 secteurs de liaison (9 contrôles horaires, du CH 1 au CH 9)

### Deuxième étape
- Abidjan - Alépé - Abengourou - Yamoussoukro, le 31 octobre
- distance : 962 km
- 21 secteurs de liaison (22 contrôles horaires, du CH 10 au CH 31)

### Troisième étape
- Yamoussoukro - Korhogo - Bouaké - Yamoussoukro, le 1er novembre
- distance : 1 042 km
- 20 secteurs de liaison (21 contrôles horaires, du CH 32 au CH 52)

### Quatrième étape
- Yamoussoukro - San-Pédro - Yamoussoukro, du 2 au 3 novembre
- distance : 1 418 km (1591 km initialement prévus)
- 19 secteurs de liaison (20 contrôles horaires, du CH 53 au CH 72)

## Les forces en présence
- Audi

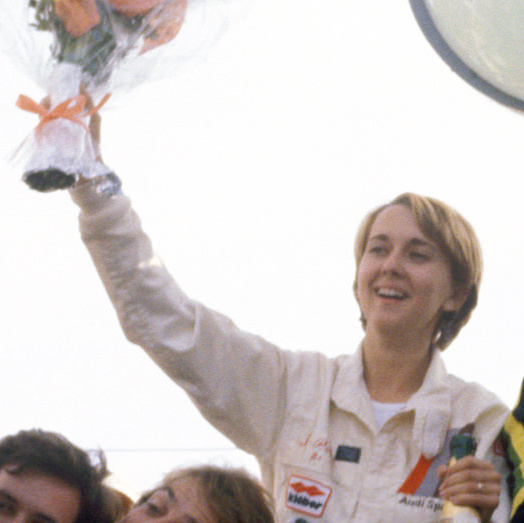
Remplacée au pied levé par Arne Hertz, la navigatrice Fabrizia Pons (vue ici lors de sa victoire au Rallye Sanremo 1981), s'est chargée de la prise de notes de la quatrième étape.

Les espoirs de victoire d'Audi Sport reposent sur la Sport Quattro S1 groupe B confiée à Michèle Mouton, tandis que le chef-mécanicien de l'équipe, Franz Braun, prendra le départ sur un modèle identique dans le seul but d'assurer l'assistance rapide de la Française. En configuration piste, les coupés Quattro S1 pèsent près de 1200 kg. Dotés d'un moteur cinq cylindres de 2110 cm3 avec culasse à vingt soupapes, disposé en position longitudinale avant, ils sont pourvus d'une transmission intégrale permanente. L'alimentation est assurée par un système d'injection électronique Bosch associé à un turbocompresseur KKK. La puissance maximale est de plus de 400 chevaux à 8000 tr/min. Les Audi utilisent des pneus Michelin.
La préparation de l'épreuve ivoirienne a très mal commencé pour l'équipe allemande. À peine arrivée à Abidjan, Fabrizia Pons, la copilote de Michèle Mouton, est tombée malade et a dû être rapatriée en Europe. Elle a été remplacée au pied levé par Arne Hertz, navigateur habituel de Hannu Mikkola, l'équipage mettant au point un système de notes en anglais durant les reconnaissances du rallye. Sur le parcours de la troisième étape, en pleine brousse, l'équipage se fait surprendre par l'arrivée d'un train. Bien qu'ayant ralenti à la vue du panneau de signalisation, Michèle Mouton ne parvient pas à éviter le choc. Pilote et copilote sont indemnes, mais l'auto est hors d'usage. Il ne s'agit heureusement pas de la voiture prévue pour la course, mais ce contretemps les empêche de reconnaître la dernière étape. Spontanément, Björn Waldegård et Juha Kankkunen proposent de partager leurs notes mais leur employeur, Ove Andersson, directeur sportif du Toyota Team Europe, s'oppose à cette aide ; « Qu'aurait-on pensé au Japon si Audi avait gagné et que je leur avais facilité la tâche ? », dira-t-il pour se justifier. Tout juste rétablie, Fabrizia Pons a alors regagné Yamoussoukro et va se charger de reconnaître la quatrième étape.
- Toyota

Le Toyota Team Europe a engagé deux Celica TCT groupe B, à transmission classique, pour Björn Waldegård et Juha Kankkunen. L'équipe dispose également d'une troisième Celica, faisant office d'assistance rapide, aux mains de Lars-Erik Torph. Ces coupés d'environ 1100 kg sont dotés d'un moteur quatre cylindres de 2090 cm3 alimenté par un système d'injection électronique Nippon Denso associé à un turbocompresseur KKK. Suivant la pression de suralimentation utilisée, la puissance maximale varie de 320 à 380 chevaux à 8500 tr/min. Les Toyota sont chaussées de pneus Pirelli. Très fiables et bénéficiant d'une excellente vitesse de pointe (220 km/h), les Celica sont particulièrement efficaces sur les pistes africaines.
- Nissan

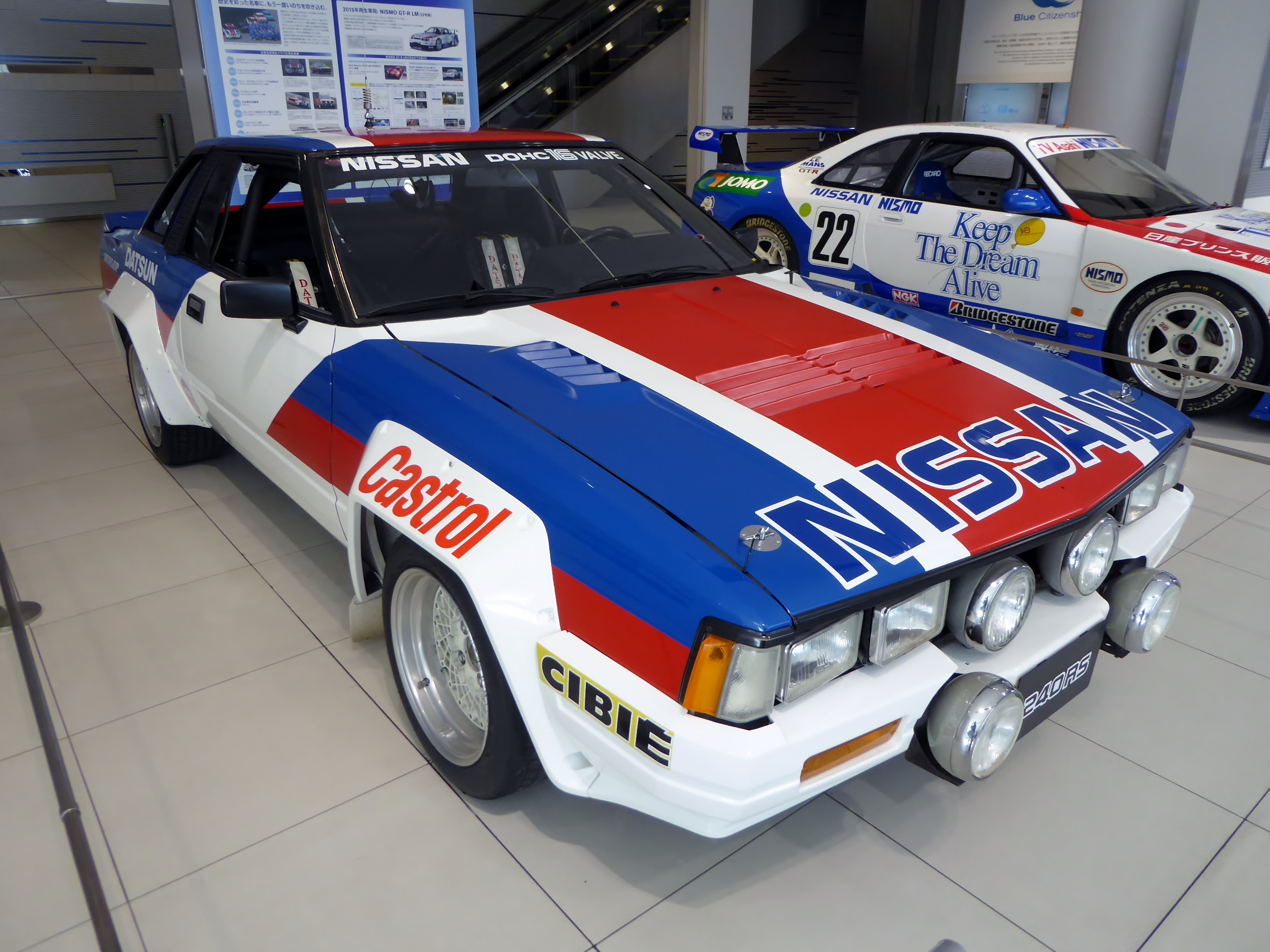
Une Nissan 240RS groupe B

Bien que non engagé officiellement, le constructeur japonais a confié deux de ses 240RS groupe B au pilote local Alain Ambrosino et au Kényan Mike Kirkland, ce dernier remplaçant Shekhar Mehta retenu en Grande-Bretagne pour raison familiale. Ces coupés à transmission classique pèsent un peu plus d'une tonne. Leur moteur quatre cylindres de 2390 cm3 alimenté par deux carburateurs double corps Solex développe 275 chevaux à 8000 tr/min. Ils utilisent des pneus Michelin. Le pilote privé Surinder Thatthi prend le départ sur un modèle semblable, un peu moins puissant (environ 260 chevaux).
- Mitsubishi

De nombreux pilotes locaux participent au volant de Mitsubishi Lancer Turbo groupe B (moteur quatre cylindres seize soupapes turbocompressé de deux litres de cylindrée, près de 250 chevaux), les meilleurs représentants de la marque étant Eugène Salim, Martial Yacé et Michel Mitri. S'alignant au volant d'une Colt groupe A, Patrick Tauziac est l'un des favoris de sa catégorie.
- Opel

Le Libanais Samir Assef prend le départ sur son Opel Manta 400 groupe B, un coupé à transmission classique doté d'un moteur quatre cylindres de 2420 cm3 alimenté par deux carburateurs Weber double corps développant 260 chevaux.
- Subaru

Alessandro Molino partira au volant d'une Leone RX groupe A, à transmission intégrale et moteur quatre cylindres à plat de 1800 cm3 avec turbocompresseur, d'une puissance de l'ordre de 180 chevaux.

## Déroulement de la course

### Première étape
Les cinquante équipages s'élancent de Yamoussoukro le mercredi midi, sous une chaleur humide, en direction du sud. Relativement courte, la première étape est la plus facile des quatre et emprunte en partie des routes asphaltées. Quelques difficultés attendent cependant les concurrents, notamment des bourbiers, la saison des pluies ayant été plus longue que de coutume. Les Toyota de Björn Waldegård et Juha Kankkunense placent d'emblée aux avant-postes, qui dès les premiers secteurs sur terre distancent la Nissan d'Alain Ambrosino. La fin de journée va être moins favorable à Waldegård, retardé par la rupture d'une canalisation de freins. Le Suédois rétrograde en quatrième position, alors qu'en tête Kankunnen s'est fait rattraper par l'Audi de Michèle Mouton, les deux pilotes ralliant Abidjan à égalité, avec deux minutes d'avance sur Ambrosino. Mike Kirkland (Nissan) et Samir Assef (Opel) ont tous deux perdu une quarantaine de minutes dans un bourbier, permettant à Franz Braun (le chef-mécanicien de l'équipe Audi qui joue le rôle d'assistance rapide pour Michèle Mouton) de terminer la journée à la cinquième place. Kirkland est sixième tandis qu'Assef, qui est sorti de la route en tentant de rattraper une partie de son retard, a sérieusement endommagé la suspension avant de sa voiture. Ses mécaniciens parviendront à la remettre en état en une heure et demie mais une erreur de pointage de son copilote au dernier contrôle horaire va entraîner une pénalité additionnelle ; terminant hors délai, l'équipage est exclu. Seulement trente voitures restent en course.

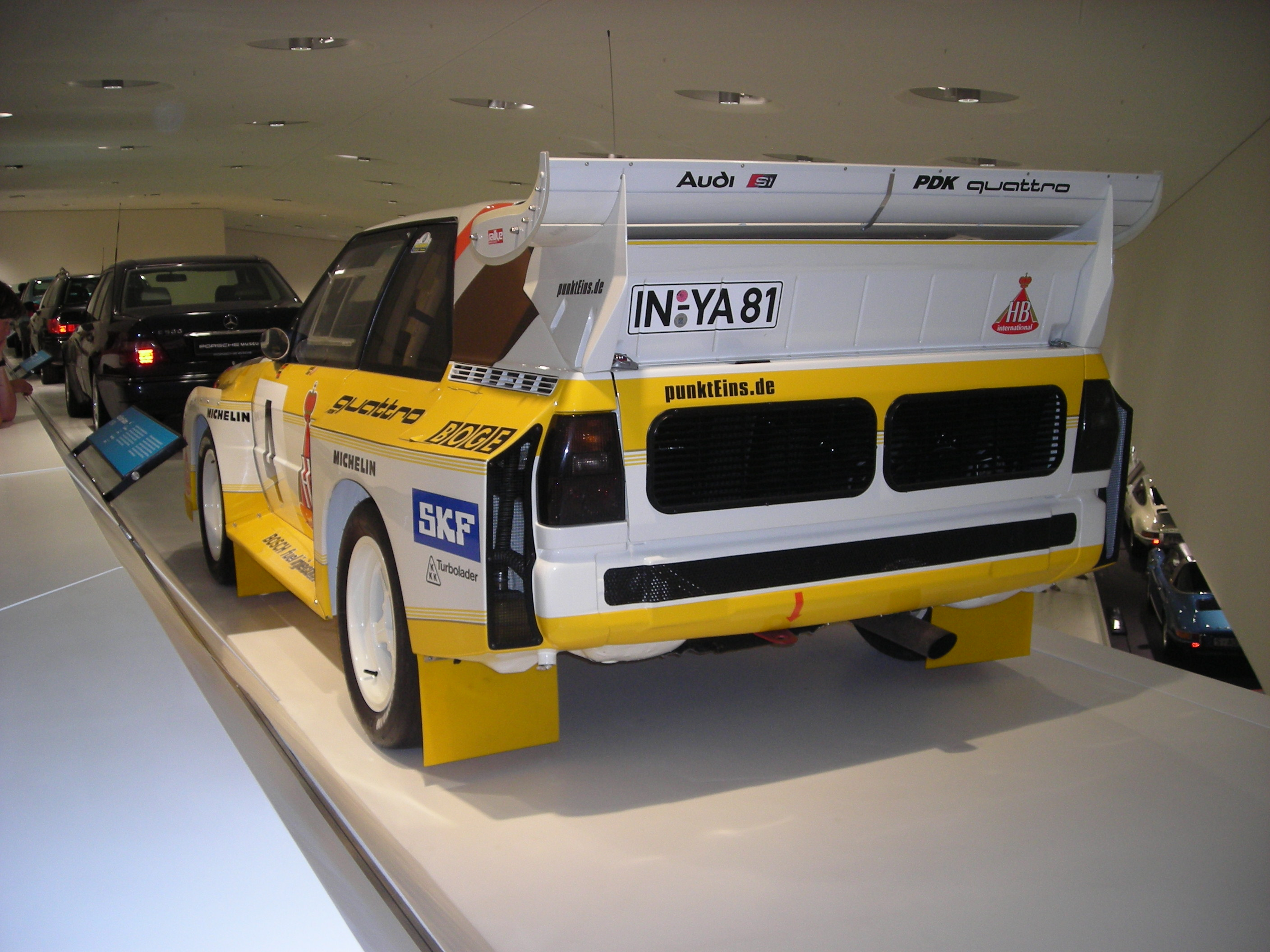
Une Audi Sport Quattro S1 groupe B semblable à celle de Michèle Mouton, en tête au terme de la première étape.

| Pos. | Pilote          | Copilote             | Voiture                     | Groupe | Pénalisations | Écart        |
| ---- | --------------- | -------------------- | --------------------------- | ------ | ------------- | ------------ |
| 1    | Michèle Mouton  | Arne Hertz           | Audi Sport Quattro S1       | B      | 14 min        |              |
| 1=   | Juha Kankkunen  | Fred Gallagher       | Toyota Celica Twincam Turbo | B      | 14 min        |              |
| 3    | Alain Ambrosino | Daniel Le Saux       | Nissan 240RS                | B      | 16 min        | + 2 min      |
| 4    | Björn Waldegård | Hans Thorszelius     | Toyota Celica Twincam Turbo | B      | 20 min        | + 6 min      |
| 5    | Franz Braun     | Arwed Fischer        | Audi Sport Quattro S1       | B      | 43 min        | + 29 min     |
| 6    | Mike Kirkland   | Rob Combes           | Nissan 240RS                | B      | 1 h 03 min    | + 49 min     |
| 6=   | Michel Mitri    | Jean-Michel Dionneau | Mitsubishi Lancer Turbo     | B      | 1 h 03 min    | + 49 min     |
| 8    | Eugène Salim    | Clément Konan        | Mitsubishi Lancer Turbo     | B      | 1 h 17 min    | + 1 h 03 min |
| 9    | Michel Molinié  | Marc Molinié         | Toyota Celica GT            | B      | 1 h 40 min    | + 1 h 26 min |
| 10   | Paolo Vittadini | M. De Eccher         | Ford Escort                 | A      | 1 h 46 min    | + 1 h 32 min |
| 11   | Martial Yacé    | Jean-Paul Yacé       | Mitsubishi Lancer Turbo     | B      | 1 h 50 min    | + 1 h 36 min |
| 12   | Adolphe Choteau | Jean-Pierre Claverie | Audi Quattro A1             | B      | 2 h 03 min    | + 1 h 49 min |

### Deuxième étape

#### Abidjan - Abengourou
Les équipages repartent d'Abidjan de nuit, vers la frontière ghanéenne. Waldegård attaque et déborde bientôt Ambrosino, puis Michèle Mouton, s'emparant de la deuxième place, Kankunnen se maintenant en tête jusqu'à ce que deux crevaisons successives, en début de matinée, lui fassent perdre deux places. Waldegård rallie Abengourou avec une minute d'avance sur Michèle Mouton et six sur Kankkunen, qui précède Ambrosino d'un quart d'heure. Les autres concurrents, toujours emmenés par Braun, sont beaucoup plus loin.
| Pos. | Pilote          | Copilote             | Voiture                     | Groupe | Pénalisations | Écart    |
| ---- | --------------- | -------------------- | --------------------------- | ------ | ------------- | -------- |
| 1    | Björn Waldegård | Hans Thorszelius     | Toyota Celica Twincam Turbo | B      | 1 h 07 min    |          |
| 2    | Michèle Mouton  | Arne Hertz           | Audi Sport Quattro S1       | B      | 1 h 08 min    | + 1 min  |
| 3    | Juha Kankkunen  | Fred Gallagher       | Toyota Celica Twincam Turbo | B      | 1 h 13 min    | + 6 min  |
| 4    | Alain Ambrosino | Daniel Le Saux       | Nissan 240RS                | B      | 1 h 28 min    | + 21 min |
| 5    | Franz Braun     | Arwed Fischer        | Audi Sport Quattro S1       | B      |               |          |
| 6    | Mike Kirkland   | Rob Combes           | Nissan 240RS                | B      |               |          |
| 7    | Michel Mitri    | Jean-Michel Dionneau | Mitsubishi Lancer Turbo     | B      |               |          |
| 8    | Eugène Salim    | Clément Konan        | Mitsubishi Lancer Turbo     | B      |               |          |

#### Abengourou - Yamoussoukro
Le retour sur Yamoussoukro comporte des gués qui vont poser problème à Michèle Mouton, son moteur cafouillant et fumant abondamment à chaque passage dans l'eau. Peu avant Agnibilékrou, la Française rejoint son assistance dans un énorme panache de fumée. Les mécaniciens de l'équipe Audi ne parviennent pas à régler le problème et vingt-cinq kilomètres plus loin elle doit à nouveau s'arrêter, attendant son coéquipier Braun sur la voiture duquel va être prélevée la pompe à huile. Le remplacement de cet élément va coûter plus d'une heure à Michèle Mouton qui rétrograde à la cinquième place, tandis que la voiture de Braun est retirée de la course. Les deux Toyota de Waldegård et Kankkunen sont en tête, mais en fin d'après-midi l'ordre sera inversé, le pilote suédois étant retardé par des ennuis de transmission. Kankunnen rallie Yamoussoukro avec six minutes d'avance sur son coéquipier. Malgré un changement de boîte de vitesses imprévu, Ambrosino est troisième, avec près de trois quarts d'heure de retard sur le premier. Gênée en fin d'étape par des problèmes d'amortisseurs, Michèle Mouton n'a pu remonter au classement et conserve la cinquième place, plus de vingt minutes derrière Kirkland. Huitième derrière les Mitsubishi de Mitri et Salim, Alessandro Molino (Subaru) est en tête du groupe A. Il ne reste plus que dix-huit équipages en lice.
| Pos. | Pilote            | Copilote             | Voiture                     | Groupe | Pénalisations | Écart        |
| ---- | ----------------- | -------------------- | --------------------------- | ------ | ------------- | ------------ |
| 1    | Juha Kankkunen    | Fred Gallagher       | Toyota Celica Twincam Turbo | B      | 1 h 41 min    |              |
| 2    | Björn Waldegård   | Hans Thorszelius     | Toyota Celica Twincam Turbo | B      | 1 h 47 min    | + 6 min      |
| 3    | Alain Ambrosino   | Daniel Le Saux       | Nissan 240RS                | B      | 2 h 25 min    | + 44 min     |
| 4    | Mike Kirkland     | Rob Combes           | Nissan 240RS                | B      | 3 h 04 min    | + 1 h 23 min |
| 5    | Michèle Mouton    | Arne Hertz           | Audi Sport Quattro S1       | B      | 3 h 25 min    | + 1 h 44 min |
| 6    | Michel Mitri      | Jean-Michel Dionneau | Mitsubishi Lancer Turbo     | B      | 5 h 11 min    | + 3 h 30 min |
| 7    | Eugène Salim      | Clément Konan        | Mitsubishi Lancer Turbo     | B      | 5 h 39 min    | + 3 h 58 min |
| 8    | Alessandro Molino | Christian Massela    | Subaru Leone 4WD            | A      | 7 h 30 min    | + 5 h 49 min |
| 9    | Martial Yacé      | Jean-Paul Yacé       | Mitsubishi Lancer Turbo     | B      | 7 h 31 min    | + 5 h 50 min |
| 10   | F. Kakou          | M. N'Guetta          | Mitsubishi Lancer Turbo     | B      | 7 h 39 min    | + 5 h 58 min |

### Troisième étape
Seulement seize voitures prennent le départ de la troisième étape, au milieu de la nuit, deux équipages ayant renoncé à disputer la boucle nord. Les deux Toyota de tête, loin de toute menace, roulent de concert, les copilotes communiquant en permanence par radio afin de tenir le même rythme. Leur avance sur les deux Nissan va considérablement augmenter sur les mille kilomètres du parcours, Kirkland étant ralenti par des problèmes d'éclairage et Ambrosino retardé par un embrayage défaillant. Michèle Mouton n'a cependant pas pu en profiter pour remonter à la troisième place, une panne d'alternateur lui ayant fait perdre plus d'une heure. Par mesure de précaution, avant le dernier contrôle de la journée, les mécaniciens de l'équipe Toyota remplacent, sur les deux voitures, transmission et suspension. L'opération se déroule plus vite sur la Celica de Waldegård que sur celle de Kankkunen, permettant au Suédois de reprendre le commandement de la course, ralliant le parc fermé avec trois minutes d'avance sur son coéquipier. Troisième, Ambrosino accuse maintenant plus d'une heure de retard. Il précède Kirkland de quarante minutes, Mouton étant une heure plus loin. Il ne reste plus que douze équipages en course.
| Pos. | Pilote            | Copilote             | Voiture                     | Groupe | Pénalisations | Écart         |
| ---- | ----------------- | -------------------- | --------------------------- | ------ | ------------- | ------------- |
| 1    | Björn Waldegård   | Hans Thorszelius     | Toyota Celica Twincam Turbo | B      | 2 h 54 min    |               |
| 2    | Juha Kankkunen    | Fred Gallagher       | Toyota Celica Twincam Turbo | B      | 2 h 57 min    | + 3 min       |
| 3    | Alain Ambrosino   | Daniel Le Saux       | Nissan 240RS                | B      | 4 h 07 min    | + 1 h 13 min  |
| 4    | Mike Kirkland     | Rob Combes           | Nissan 240RS                | B      | 4 h 45 min    | + 1 h 51 min  |
| 5    | Michèle Mouton    | Arne Hertz           | Audi Sport Quattro S1       | B      | 5 h 47 min    | + 2 h 53 min  |
| 6    | Michel Mitri      | Jean-Michel Dionneau | Mitsubishi Lancer Turbo     | B      | 8 h 33 min    | + 5 h 39 min  |
| 7    | Eugène Salim      | Clément Konan        | Mitsubishi Lancer Turbo     | B      | 9 h 11 min    | + 6 h 17 min  |
| 8    | Alessandro Molino | Christian Massela    | Subaru Leone 4WD            | A      | 12 h 59 min   | + 10 h 05 min |
| 9    | Martial Yacé      | Jean-Paul Yacé       | Mitsubishi Lancer Turbo     | B      | 13 h 07 min   | + 10 h 13 min |
| 10   | Angelberg Kady    | Soumahoro Maffal     | Toyota Celica GT            | A      | 15 h 13 min   | + 12 h 19 min |

#### L'affaire Audi
La suspicion a plané toute la journée sur l'équipe Audi, les Audi Quattro de Mouton (portant le numéro 2) et de Braun (portant le numéro 11) ayant, la veille, disparu toutes les deux en même temps dans la brousse avant que la Française ne réapparaisse avec un moteur en parfait état de marche, alors qu'auparavant sa voiture perdait abondamment eau et huile et fumait énormément. Roland Gumpert, directeur sportif d'Audi Sport, affirme que l'intervention mécanique a consisté en un simple montage d'accessoires mécaniques (principalement la pompe à huile) de la n°11 sur la n°2. Ove Andersson, directeur sportif de Toyota, émet de sérieux doutes à ce sujet. Il avait demandé aux membres de l'équipage de l'avion relais de son équipe de surveiller la progression de l'Audi numéro 2, jusqu'alors en lutte pour la victoire, et ceux-ci ont constaté que Mouton et Braun avaient emprunté une piste perpendiculaire au parcours normal pour gagner une zone particulièrement broussailleuse où eut lieu l'intervention des mécaniciens. Ils soupçonnent un échange des deux voitures avec interversion des portières et des plaques d'immatriculation ! Ces avis ont été corroborés par des journalistes et des photographes placés sur le parcours affirmant que la voiture de Michèle Mouton n'était jamais passée devant eux, la Française étant réapparue plus loin sur la piste. Devant l'ampleur des rumeurs, Bernard Consten (qui préside le collège des commissaires sportifs) a ordonné, au terme de la troisième étape, une enquête auprès des commissaires techniques. Malgré des indices troublants (disparition du numéro de toit sur la voiture numéro 2, inversion des pare-brise, position des autocollants, fixations du pare-buffle différentes), le rapport technique conclura que la voiture de Michèle Mouton est la même que celle avec laquelle elle a pris le départ.

### Quatrième étape
Les concurrents prennent le départ de la dernière étape, la plus longue et la plus rude, le samedi midi. De nombreuses averses vont jalonner leur parcours. Michèle Mouton est à nouveau en difficulté, le passage d'un gué mettant à mal le circuit électrique de son Audi et lui faisant perdre une vingtaine de minutes supplémentaires. De plus, le mauvais état des pistes met à mal les attaches de suspension et au regroupement de San-Pédro la Française préfère renoncer, le châssis ne pouvant être suffisamment renforcé pour tenir jusqu'à l'arrivée. Obéissant aux consignes de son directeur sportif, Waldegård laisse Kankunnen le rattraper afin que les deux Toyota terminent à égalité. Les deux coéquipiers seront départagés, comme le veut le règlement, par le résultat du secteur Alépé-Kossandji, dans la deuxième étape, donnant la victoire à Kankkunen. Derrière les vainqueurs, les Nissan obtiennent les troisième et quatrième places, Ambrosino devant Kirkland. Sixième derrière la Mitsubishi de Salim, la Subaru de Molino s'impose en groupe A. Seulement huit voitures ont terminé l'épreuve.

### Classement général

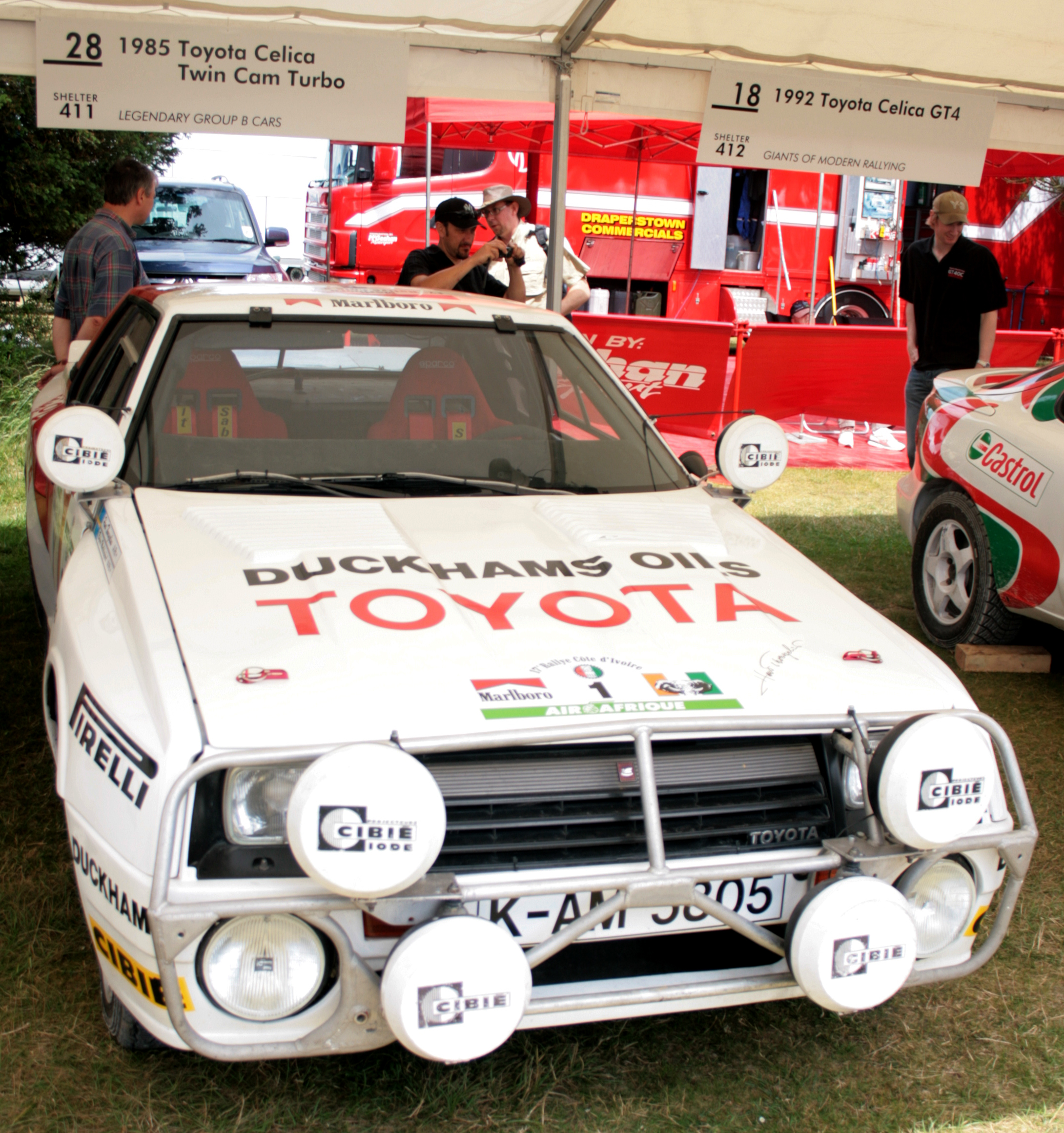
Succès total pour les Toyota Celica TCT qui terminent aux deux premières places

| Pos | No | Pilote                    | Copilote          | Voiture                     | Pénalisations | Écart         | Groupe |
| --- | -- | ------------------------- | ----------------- | --------------------------- | ------------- | ------------- | ------ |
| 1   | 3  | Juha Kankkunen            | Fred Gallagher    | Toyota Celica Twincam Turbo | 4 h 46 min    |               | B      |
| 2   | 1  | Björn Waldegård           | Hans Thorszelius  | Toyota Celica Twincam Turbo | 4 h 46 min    | + 0 min       | B      |
| 3   | 5  | Alain Ambrosino           | Daniel Le Saux    | Nissan 240RS                | 6 h 19 min    | + 1 h 33 min  | B      |
| 4   | 4  | Mike Kirkland             | Rob Combes        | Nissan 240RS                | 8 h 36 min    | + 3 h 50 min  | B      |
| 5   | 9  | Eugène Salim              | Clément Konan     | Mitsubishi Lancer Turbo     | 16 h 36 min   | + 11 h 50 min | B      |
| 6   | 20 | Alessandro Molino         | Christian Massela | Subaru Leone 4WD            | 19 h 53 min   | + 15 h 07 min | A      |
| 7   | 49 | Gilles Petit de Granville | Denis Carrascosa  | Toyota Celica GT            | 22 h 34 min   | + 17 h 48 min | A      |
| 8   | 33 | Doic Dieval               | Lois Cournil      | Mitsubishi Lancer           | 25 h 24 min   | + 20 h 38 min | A      |

### Équipages de tête
- jusqu'au C.H. n°4, la plupart des équipages de pointe à égalité, sans pénalité routière
- Björn Waldegård -  Hans Thorszelius (Toyota Celica Twincam Turbo),  Juha Kankkunen -  Fred Gallagher (Toyota Celica Twincam Turbo) &  Alain Ambrosino -  Daniel Le Saux (Nissan 240RS) : du C.H. n°1 au C.H. n°5
- Juha Kankkunen -  Fred Gallagher (Toyota Celica Twincam Turbo) : C.H. n°6
- Juha Kankkunen -  Fred Gallagher (Toyota Celica Twincam Turbo) &  Michèle Mouton -  Arne Hertz (Audi Sport Quattro S1) : du C.H. n°7 au C.H. n°12
- Juha Kankkunen -  Fred Gallagher (Toyota Celica Twincam Turbo) : du C.H. n°13 au C.H. n°17
- Björn Waldegård -  Hans Thorszelius (Toyota Celica Twincam Turbo) : du C.H. n°18 au C.H. n°28
- Juha Kankkunen -  Fred Gallagher (Toyota Celica Twincam Turbo) : du C.H. n°29 au C.H. n°51
- Björn Waldegård -  Hans Thorszelius (Toyota Celica Twincam Turbo) : du C.H. n°62 au C.H. n°65
- Juha Kankkunen -  Fred Gallagher (Toyota Celica Twincam Turbo) : C.H. n°66
- Björn Waldegård -  Hans Thorszelius (Toyota Celica Twincam Turbo) &  Juha Kankkunen -  Fred Gallagher (Toyota Celica Twincam Turbo) : du C.H. n°67 au C.H. n°72

## Résultats des principaux engagés
| No | Pilote                    | Copilote             | Voiture                     | Groupe | Classement général                            | Class. groupe |
| -- | ------------------------- | -------------------- | --------------------------- | ------ | --------------------------------------------- | ------------- |
| 1  | Björn Waldegård           | Hans Thorszelius     | Toyota Celica Twincam Turbo | B      | 2e à 0 min                                    | 2e            |
| 2  | Michèle Mouton            | Arne Hertz           | Audi Sport Quattro S1       | B      | ab. dans la 4e étape (retrait)                | -             |
| 3  | Juha Kankkunen            | Fred Gallagher       | Toyota Celica Twincam Turbo | B      | 1er                                           | 1er           |
| 4  | Mike Kirkland             | Rob Combes           | Nissan 240RS                | B      | 4e à 3 h 50 min                               | 4e            |
| 5  | Alain Ambrosino           | Daniel Le Saux       | Nissan 240RS                | B      | 3e à 1 h 33 min                               | 3e            |
| 6  | Patrick Tauziac           | Alain Olinger        | Mitsubishi Lancer Turbo     | B      | ab. dans la 3e étape (suspension)             | -             |
| 7  | Samir Assef               | Christian Boy        | Opel Manta 400              | B      | ab. dans la 1re étape (hors délai)            | -             |
| 8  | Adolphe Choteau           | Jean-Pierre Claverie | Audi Quattro A1             | B      | ab. dans la 2e étape (transmission)           | -             |
| 9  | Eugène Salim              | Clément Konan        | Mitsubishi Lancer Turbo     | B      | 5e à 11 h 50 min                              | 5e            |
| 10 | Surinder Thatthi          | Jim Heather-Hayes    | Nissan 240RS                | B      | ab. dans la 1re étape                         | -             |
| 11 | Franz Braun               | Arwed Fischer        | Audi Sport Quattro S1       | B      | ab. dans la 2e étape (retrait)                | -             |
| 12 | Martial Yacé              | Jean-Paul Yacé       | Mitsubishi Lancer Turbo     | B      | ab. dans la 4e étape                          | -             |
| 15 | F. Kakou                  | M. N'Guetta          | Mitsubishi Lancer Turbo     | B      | ab. dans la 3e étape                          | -             |
| 19 | Michel Mitri              | Jean-Michel Dionneau | Mitsubishi Lancer Turbo     | B      | ab. dans la 4e étape (canalisation d'essence) | -             |
| 20 | Alessandro Molino         | Christian Massela    | Subaru Leone 4WD            | A      | 6e à 15 h 07 min                              | 1er           |
| 21 | Lucien Guitteny           | Aillerie             | BMW 323i                    | A      | ab. dans la 2e étape (enlisement)             | -             |
| 22 | Michel Molinié            | Marc Molinié         | Toyota Celica GT            | B      | ab. dans la 3e étape                          | -             |
| 26 | Angelberg Kady            | Soumahoro Maffal     | Toyota Celica GT            | A      | ab. dans la 4e étape                          | -             |
| 33 | Doic Dieval               | Lois Cournil         | Mitsubishi Lancer           | A      | 8e à 20 h 38 min                              | 3e            |
| 41 | Paolo Vittadini           | M. De Eccher         | Ford Escort                 | A      | ab. dans la 3e étape                          | -             |
| 49 | Gilles Petit de Granville | Denis Carrascosa     | Toyota Celica GT            | A      | 7e à 17 h 48 min                              | 2e            |

## Classement du championnat des conducteurs à l'issue de la course
- Attribution des points : 20, 15, 12, 10, 8, 6, 4, 3, 2, 1 respectivement aux dix premiers de chaque épreuve.
- Seuls les sept meilleurs résultats (sur douze épreuves) sont retenus pour le décompte final des points. Timo Salonen doit donc décompter les douze points marqués en Suède et les quatre marqués au Tour de Corse.

| Pos. | Pilote           | Marque  | Points    | M-C | SUE  | POR | SAF | COR | ACR | NZ | ARG | FIN | SAN | CIV | RAC |
| ---- | ---------------- | ------- | --------- | --- | ---- | --- | --- | --- | --- | -- | --- | --- | --- | --- | --- |
| 1    | Timo Salonen     | Peugeot | 127 (143) | 12  | (12) | 20  | (4) | -   | 20  | 20 | 20  | 20  | 15  | -   |     |
| 2    | Stig Blomqvist   | Audi    | 75        | 10  | 15   | 10  | -   | -   | 15  | 10 | -   | 15  | -   | -   |     |
| 3    | Walter Röhrl     | Audi    | 59        | 15  | -    | 12  | -   | -   | -   | 12 | -   | -   | 20  | -   |     |
| 4    | Ari Vatanen      | Peugeot | 55        | 20  | 20   | -   | -   | -   | -   | 15 | -   | -   | -   | -   |     |
| 5    | Juha Kankkunen   | Toyota  | 40        | -   | -    | -   | 20  | -   | -   | -  | -   | -   | -   | 20  |     |
| 6    | Björn Waldegård  | Toyota  | 34        | -   | -    | -   | 15  | -   | -   | -  | -   | 4   | -   | 15  |     |
| 7    | Henri Toivonen   | Lancia  | 28        | 6   | -    | -   | -   | -   | -   | -  | -   | 10  | 12  | -   |     |
| 8    | Mike Kirkland    | Nissan  | 26        | -   | -    | -   | 12  | -   | 4   | -  | -   | -   | -   | 10  |     |
| 9    | Bruno Saby       | Peugeot | 23        | 8   | -    | -   | -   | 15  | -   | -  | -   | -   | -   | -   |     |
| 9=   | Massimo Biasion  | Lancia  | 23        | 2   | -    | 15  | -   | -   | -   | -  | -   | -   | 6   | -   |     |
| 11   | Markku Alén      | Lancia  | 22        | -   | -    | -   | -   | -   | -   | -  | -   | 12  | 10  | -   |     |
| 12   | Jean Ragnotti    | Renault | 20        | -   | -    | -   | -   | 20  | -   | -  | -   | -   | -   | -   |     |
| 12=  | Shekhar Mehta    | Nissan  | 20        | -   | -    | -   | -   | -   | 10  | -  | 10  | -   | -   | -   |     |
| 14   | Alain Ambrosino  | Nissan  | 18        | -   | -    | -   | 6   | -   | -   | -  | -   | -   | -   | 12  |     |
| 15   | Wilfried Wiedner | Audi    | 15        | -   | -    | -   | -   | -   | -   | -  | 15  | -   | -   | -   |     |
| 15=  | Ingvar Carlsson  | Mazda   | 15        | -   | 3    | -   | -   | -   | 12  | -  | -   | -   | -   | -   |     |
| 17   | Per Eklund       | Audi    | 14        | -   | 8    | -   | -   | -   | -   | -  | -   | 6   | -   | -   |     |
| 18   | Bernard Béguin   | Porsche | 12        | -   | -    | -   | -   | 12  | -   | -  | -   | -   | -   | -   |     |
| 18=  | Carlos Reutemann | Peugeot | 12        | -   | -    | -   | -   | -   | -   | -  | 12  | -   | -   | -   |     |
| 20   | Werner Grissmann | Audi    | 11        | -   | -    | 8   | -   | -   | -   | -  | -   | -   | 3   | -   |     |
| 21   | Hannu Mikkola    | Audi    | 10        | -   | 10   | -   | -   | -   | -   | -  | -   | -   | -   | -   |     |
| 21=  | Rauno Aaltonen   | Opel    | 10        | -   | -    | -   | 10  | -   | -   | -  | -   | -   | -   | -   |     |
| 21=  | Billy Coleman    | Porsche | 10        | -   | -    | -   | -   | 10  | -   | -  | -   | -   | -   | -   |     |